# Neves Paulista (ort)
Neves Paulista är en ort i Brasilien.   Den ligger i kommunen Neves Paulista och delstaten São Paulo, i den södra delen av landet, 600 km söder om huvudstaden Brasília. Neves Paulista ligger 554 meter över havet och antalet invånare är 8 772.
Terrängen runt Neves Paulista är huvudsakligen platt. Neves Paulista ligger uppe på en höjd. Närmaste större samhälle är Mirassol, 11,7 km öster om Neves Paulista.
Omgivningarna runt Neves Paulista är en mosaik av jordbruksmark och naturlig växtlighet. Runt Neves Paulista är det ganska tätbefolkat, med 155 invånare per kvadratkilometer.